# Ensemble Venance Fortunat

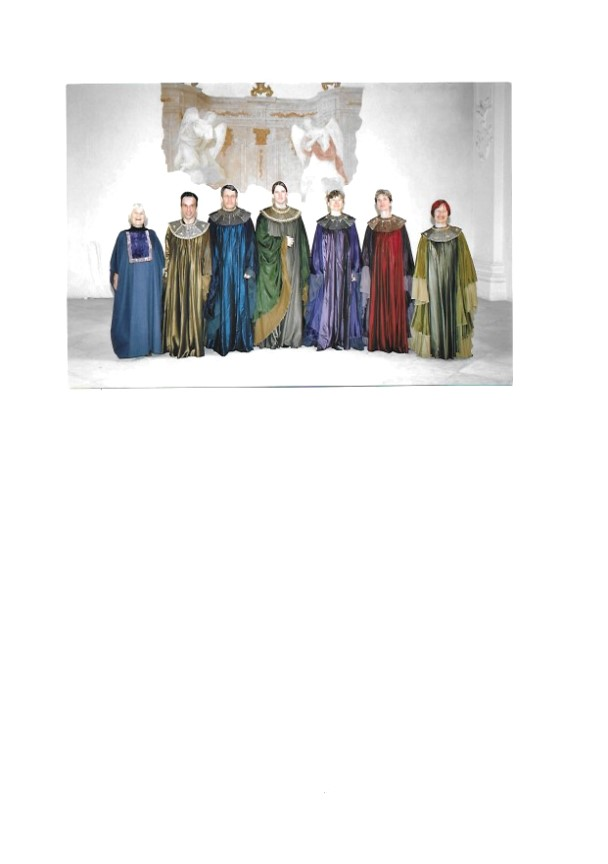

L'Ensemble Venance Fortunat est un ensemble vocal professionnel français consacré à la musique médiévale, au chant du soliste notamment.

## Historique
Créé officiellement en 1980 mais en activité depuis 1975, il est dirigé par Anne-Marie Deschamps. Une vingtaine d'enregistrements existent, dont beaucoup ont été récompensés pour leur haute tenue artistique. Son intérêt pour l'écriture neumatique et sa recherche sur l'interprétation de celle-ci apportent un style personnel à cet Ensemble et contribue à la redécouverte du "chant du soliste", chant des chantres médiévaux, vrais professionnels de la musique. 
Anne-Marie Deschamps a voulu, fidèle à l'esprit de la musique sacrée médiévale, témoigner d'hier et d'aujourd'hui. Pour cela, elle a demandé à des compositeurs contemporains (François Werken, Michel Sendrez, Claire Schapira, Leroux...) d'écrire pour l'Ensemble Venance Fortunat des pièces vocales polyphoniques dont le thème central est un thème grégorien. 
Souvent les concerts sont créés en fonction du lieu où ils se chantent et sont toujours mis en espace par Anne-Marie Deschamps pour faire sonner le lieu et que l'auditeur soit entouré par le chant et non toujours de manière frontale. Cet ensemble vocal discret a beaucoup fait pour la renaissance de cette musique en France[réf. nécessaire].
Parallèlement aux concerts et aux enregistrements, Anne-Marie Deschamps a créé et fait de nombreux stages pédagogiques sur cette musique et la technique vocale, stages toujours très fournis et souvent avec une liste d'attente pour les candidats. 
À la fin des années 1980 et au début des années 1990, sa passion pour ce travail porte ses fruits et d'autres ensembles vocaux consacrés à cette musique naissent après que leurs dirigeants ont commencé à se former auprès d'elle.

## Discographie
- Le mystère de la résurrection. Les cahiers du CIRMAR, 1980
- Codex Calixtinus (manuscrit de Saint-Jacques-de-Compostelle 12ème) Solstice SOCD 45, 1985
- De profundis : Déplorations sacrées de la tradition occidentale- Solstice SOCD 48, 1986
- Gaude felix francia : chants sacrés au temps des premiers Capétiens - Quantum QM 6892, 1987 (Livret Jacques Le Goff) puis L’Empreinte Digitale 13154, 2002 ( Livret : Jacques Le Goff )
- Splendeurs de Chartres (Fulbert de Chartres, chantre de l’An Mil) L’Empreinte Digitale 13155, 1989
- Les trois Marie (jeu liturgique - Origny-Sainte-Benoite) Studio SM, 19903
- Chants des voûtes cisterciennes (manuscrits du 9ème au 13ème) L’Empreinte Digitale 13006, 1990
- Les miracles de saint Nicolas (la figure de saint Nicolas dans la musique au Moyen Âge) L’Empreinte Digitale 13153, 1991 (10 Répertoire)
- Le grand livre de saint Jacques de Compostelle L’Empreinte Digitale 13023, 1993
- Trouvères à la cour de Champagne L’Empreinte Digitale 13045, 1995
- Daniel - Opéra sacré (jeu liturgique du 12ème) L’Empreinte Digitale 13152, 1996
- L’eau et le baptême (manuscrits du 11ème au 13ème) L’Empreinte Digitale 13060, 1996
- Miroir d’éternité (motets et conduits du 14ème en Wallonie) Musique en Wallonie CYP 3609, 1997
- Cluny : La Transfiguration (chants de Pierre le Vénérable 12ème) L’Empreinte Digitale 13091, 1998 (5 Diapason)
- Chants mystiques des abbayes cisterciennes (manuscrits 12ème au 14ème) L’Empreinte Digitale 13106, 1999 (Diapason d'or, ffff Télérama)
- Cluny : La Vierge (chants de Pierre le Vénérable 12ème) L’Empreinte Digitale 13109, 1999 ( Choc du Monde de la musique, ffff Télérama, 5 Diapason, 2 cœur de l'Observateur, Goldberg)
- Altera Roma (musique au Palais des Papes d’Avignon au 14ème) L’Empreinte Digitale 13123, 2000
- Chants de l’Amour Divin (chants de moniales 11ème au 14ème) L’Empreinte Digitale 13133, 2002
- Missa de Angelis (la messe dite «Des Anges») Bayard Musique, 2003
- Le Chant des Origines / Graduel de Bellelay (12ème) Éditions Monthabor, 2005